# Kołoszyn
Kołoszyn – wieś w Polsce położona w województwie łódzkim, w powiecie poddębickim, w gminie Dalików.
Kołoszyn to miejsce, na które składają się głównie gospodarstwa rolne, pola uprawne, łąki oraz ogródki działkowe. Przez Kołoszyn przepływa mała rzeka Kucinka. Wieś od południa, oraz zachodniej strony otoczona jest lasami i zagajnikami. Na południowo-wschodnim krańcu wsi znajdują się stawy, tereny w większości należące do wsi Sarnów. Od wschodu Kołoszyn sąsiaduje z wsią Kuciny, zaś od strony północnej ma bezpośredni dostęp do drogi krajowej nr 72 na odcinku Poddębice – Aleksandrów Łódzki. 
W latach 1975–1998 miejscowość administracyjnie należała do województwa sieradzkiego.